# La Gomera
För andra betydelser, se La Gomera (olika betydelser).

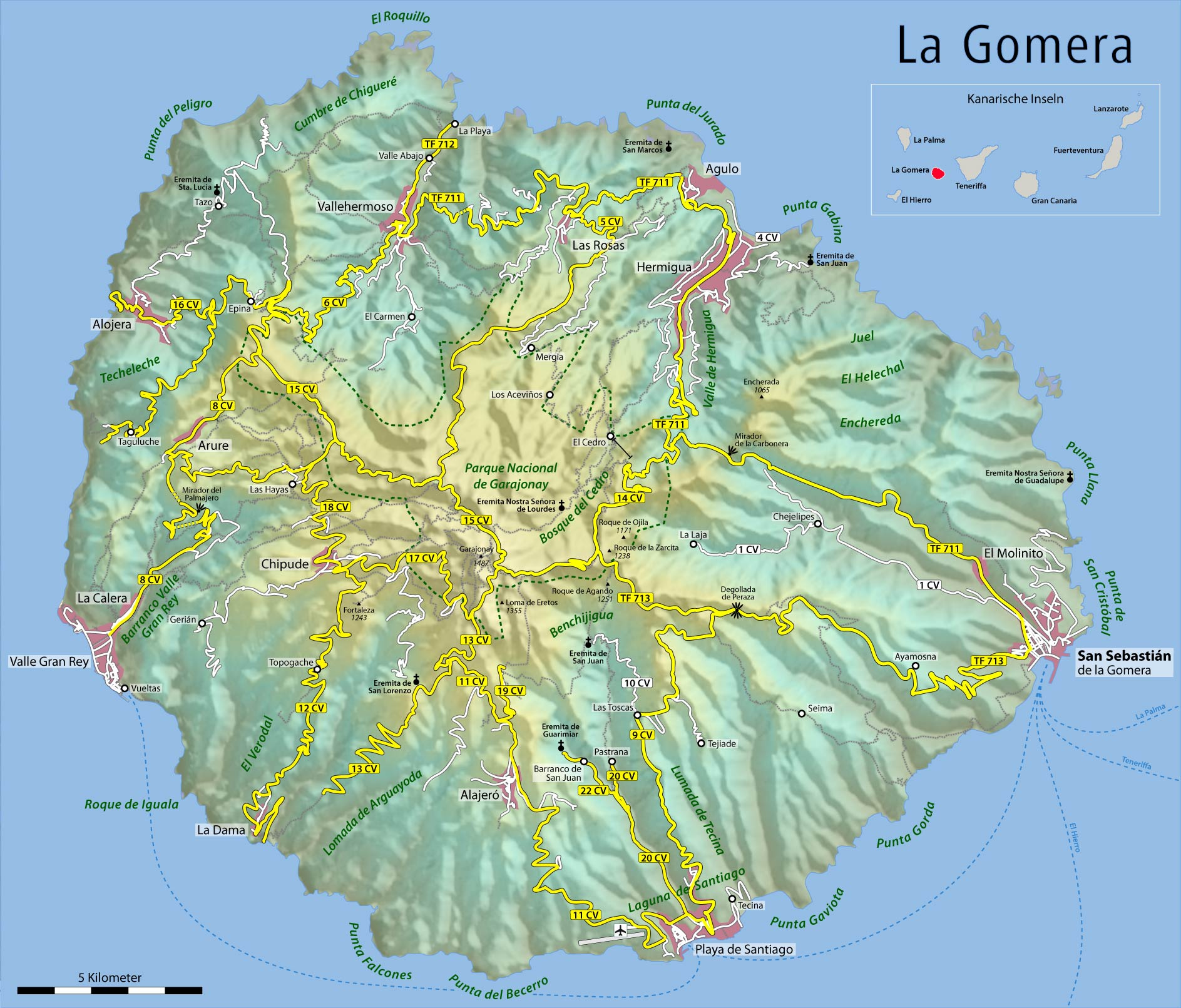

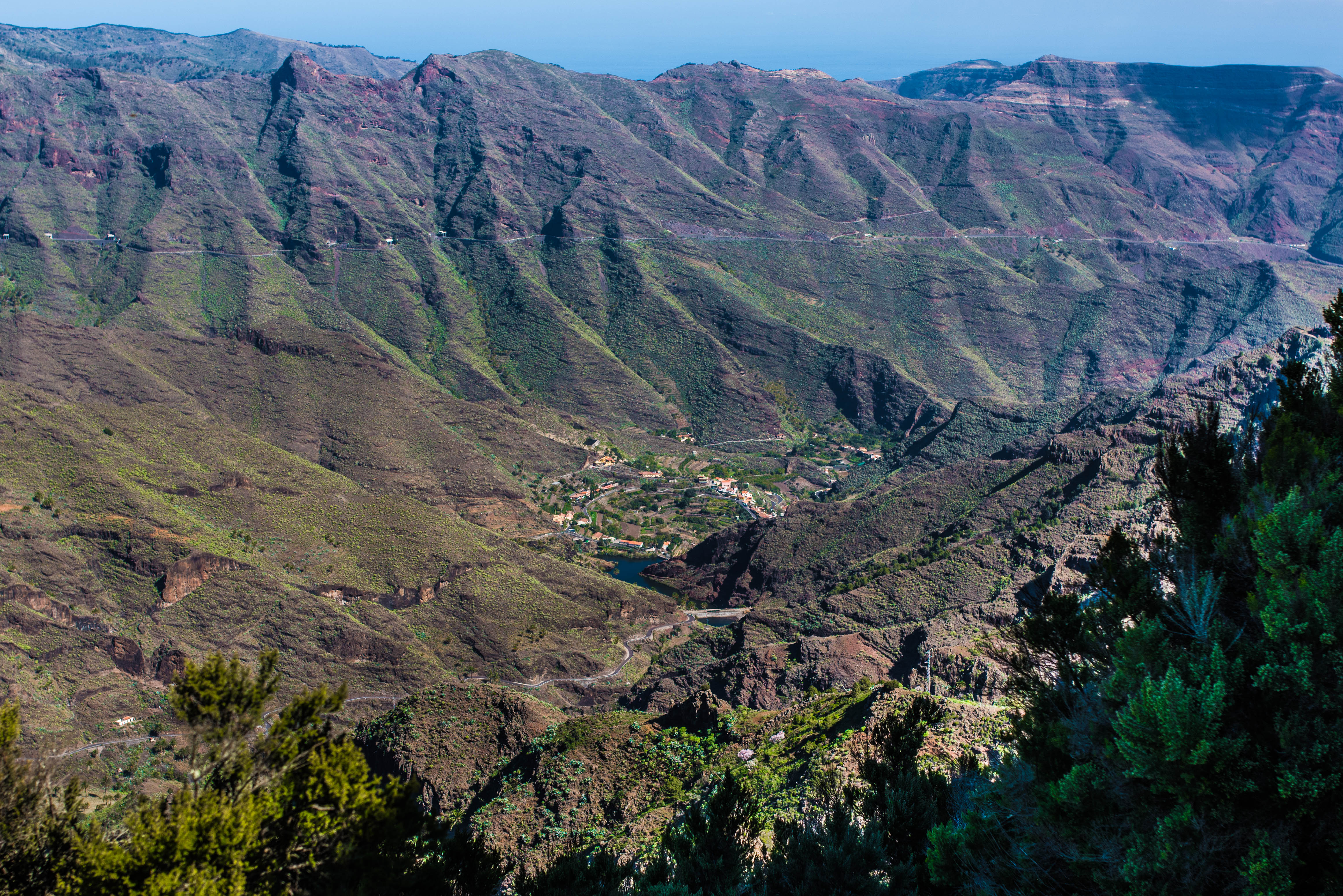
Vulkanisk dalgång på La Gomera

La Gomera är den tredje minsta av de åtta huvudöarna i den spanska ögruppen Kanarieöarna utanför Afrikas nordvästra kust. På ön bor 21 746 människor (2004).

## Historia
Det finns många teorier var namnet Gomer kommer ifrån men den allmänna uppfattningen är att det kommer av namnet på en guanchisk stam i norra Marocko[källa behövs]. Folket var bönder som kom till ön med hjälp av sjöfarare. Dessa befolkade ön och det finns flera bevarade monument. 
Guancherna hade ett speciellt sätt att kommunicera med varandra över dalarna (barrancos) genom ett visselspråk som kallas Silbo. Silbo uppfanns av guancherna men levde vidare genom spanjorerna då guancherna inte längre blev betraktade som en egen ras. I början av 2000-talet infördes Silbo på skolschemat för att inte visselspråket skulle dö ut.
Christofer Columbus använde La Gomera som sin sista anhalt för införskaffande av förnödenheter innan han korsade Atlanten på sin väg mot den nya världen år 1492. Huset i San Sebastián där han bodde är numera en av turistattraktionerna.

### Señorío de La Gomera
Det sägs att La Gomera aldrig erövrades utan att de som landsteg på ön bosatte sig där och skapade egna samhällen. Gomererna var rebeller som gick till kamp och skyddade sig om ön utsattes för attacker. Liksom El Hierro, Lanzarote och Fuerteventura styrdes ön av ett överhuvud, en señorío, fram till dess att nya regler infördes på 1800-talet. Señoríon på La Gomera var känd för ett grymt och tyranniskt ledarskap.
Fernán Peraza den äldre var den förste señoríon. På grund av att hans son Guillén Peraza dog i strider på El Hierro överläts señoríoskapet till Diego de Herrera, som var gift med dottern Ines Peraza. Fram till dess att señoríoskapet avskaffades ärvdes det i släkten Peraza.
La Gomera och El Hierro styrdes under en period av Fernán Peraza den yngre, som förde en hård regim med våld både mot attackerande pirater och mot den inhemska befolkningen. Vid en revolt intog gomererna hertigens palats och utkrävde straff för Pedro de Vera anklagad för grymma mord på rebeller och för att ha tagit över 200 gomerer till Gran Canaria som slavar.
Juan Rejóns död, som orsakades av Fernán Peraza, gjorde att han ställdes inför Kastiliens domstol. Han klarade sig från straff men tvingades att gifta sig med Beatriz de Bobadilla, och han fortsatte att vara señorío på La Gomera.
Peraza blev förälskad i gomeriskan Iballa och vid ett av deras kärleksmöten mördades han av Hupalupo, Iballas far, och Hautacuperche. Efter mordet gjorde gomererna revolt mot señorío. Pedro de Vera undsatte Beatriz de Bobadilla och jagade rebellerna upp till bergen. Han stadgade sedan att de gomerer som inte gick på den militära begravningen av Fernán Peraza skulle anklagas för medhjälp till mordet och förräderi.
De gomerer som gick på begravningen i staden fängslades liksom många som var kvar i bergen. Pedro de Vera utfäste fängelsestraff på mellan 15 år och livstid. När han återvände till Gran Canaria beordrade han, på grund av mordet på Peraza, avrättning av alla gomerer utom kvinnor och barn, som skulle sändas som slavar till andra öar. Många av dessa återvände senare till La Gomera.

## Geografi
La Gomeras yta är 372 kvadratkilometer och dess högsta berg är Garajonay som når 1 487 meter över havet. Ön har 21 746 invånare (2004). På 1950-talet bodde omkring 30 000 människor på ön. La Gomera bildades för 12 miljoner år sedan av vulkanutbrott och den är nästan cirkelrund. Det senaste vulkanutbrottet ägde rum för 2 miljoner år sedan. Ön är cirka 25 kilometer i diameter.

## Ekonomi
Jordbruket har två inriktningar. Odlingen av grönsaker sker i huvudsak för den lokala befolkningen medan bananer är den största exportprodukten.
De senaste åren har turismen blivit allt viktigare. Turisterna finns framförallt i Gran Rey-dalen, stranden Playa Santiago och i huvudstaden San Sebastián.

## Administrativ indelning
La Gomera är en del av provinsen Santa Cruz de Tenerife. Ön är uppdelad i sex kommuner:
- Agulo
- Alajeró
- San Sebastián de la Gomera
- Hermigua
- Valle Gran Rey
- Vallehermoso

Öns regering cabildo insular finns i San Sebastián.

## Ekologi
De övre delarna av den tätt bevuxna regionen i berget Garajonay är nationalparken Parque Nacional de Garajonay som finns med på Unescos listor över skyddade områden i miljön. Den ligger nästan helt i skugga och dimma vilket har skapat gräs och annan växtlighet. Branterna består av slingrande leder för vandrare som vill uppleva utsikten över ön. Andra skyddade naturområden på ön är bland annat naturreservaten Benchijigua och Puntallana, naturparkerna Majona och Ruralparken i Valle Gran Rey samt Oroneområdet.
De centrala bergen på ön fångar upp fukten från passadvindarna och skapar ett djungelklimat med rik vegetation högre upp i den svalare luften vilket blir en kontrast mot de soldränkta klipporna vid havet. Mellan dessa två ytterligheter i miljön finns en stor bredd av vegetation och bönderna på ön har brukat jorden i århundraden då de har kanaliserat vatten för bevattning av vingårdar samt frukt och grönsaker som till exempel bananer.
Det finns hundratals växt- och djurarter på ön. Garajonay har delats och lämnat djupa raviner som är täckta med laurisilvaträd. Bland djurarterna finns bland annat den sällsynta och endemiska gomeriska ödlan Gallotia bravoana. Ödlan är utrotningshotad och den kanariska regeringen har vidtagit åtgärder för dess bevarande.

## Kultur
Det lokala vinet är unikt och dricks ofta till tapas med gomerisk ost, stekt fläsk eller getkött. 

## Kända personer
- Pedro García Cabrera (1905-1981), poet och författare